# 二結農會穀倉
24°42′20″N 121°46′29″E / 24.705464°N 121.774733°E
二結農會穀倉，位於台灣宜蘭縣五結鄉三興村二結車站旁，1928年到1935年間興建，1993年停用，列縣定古蹟後自2001年起作農業文化館來活化。

## 緣由
五結鄉因蘭陽溪之利，農田肥沃。1924年，宜蘭線全線通車後，二結車站成為蘭陽溪南岸地區的農產品集散中心。利澤簡信用購買販賣利用組合（今五結鄉農會）便於1928年先在旁邊設立二結第三事務所，至1935年陸續增建儲穀倉庫和碾米工廠。

## 建物
二結農會穀倉隔著鐵道與二結車站相望。含主體建築地面層面積約二百坪、樓地板面積二百七十坪的三千三百六十平方公尺土地屬臺鐵所有。
事務所為日式廳舍洗石子建築，室內近兩層樓。屋瓦原為日本黑瓦，後改水泥瓦。農民繳糧前會先來此登記、秤重，再放入儲穀倉庫。
儲穀倉庫為二層樓高的和洋風格磚造建物，外牆寫有「保證責任利澤簡信用購買販賣利用組合農業倉庫」字樣。內部有十個倉槽，木造均採最上等的檜木材質。此建物與已被拆除的頭城鄉頭圍穀倉形似，後者為台灣總督府營繕科技士宋祖平設計。一說二結農會穀倉的設計者也為同一人。宋祖平會在屋頂中脊設計氣樓，並有當時屬於先進的防火、防濕、防熱及防鼠害的功能。

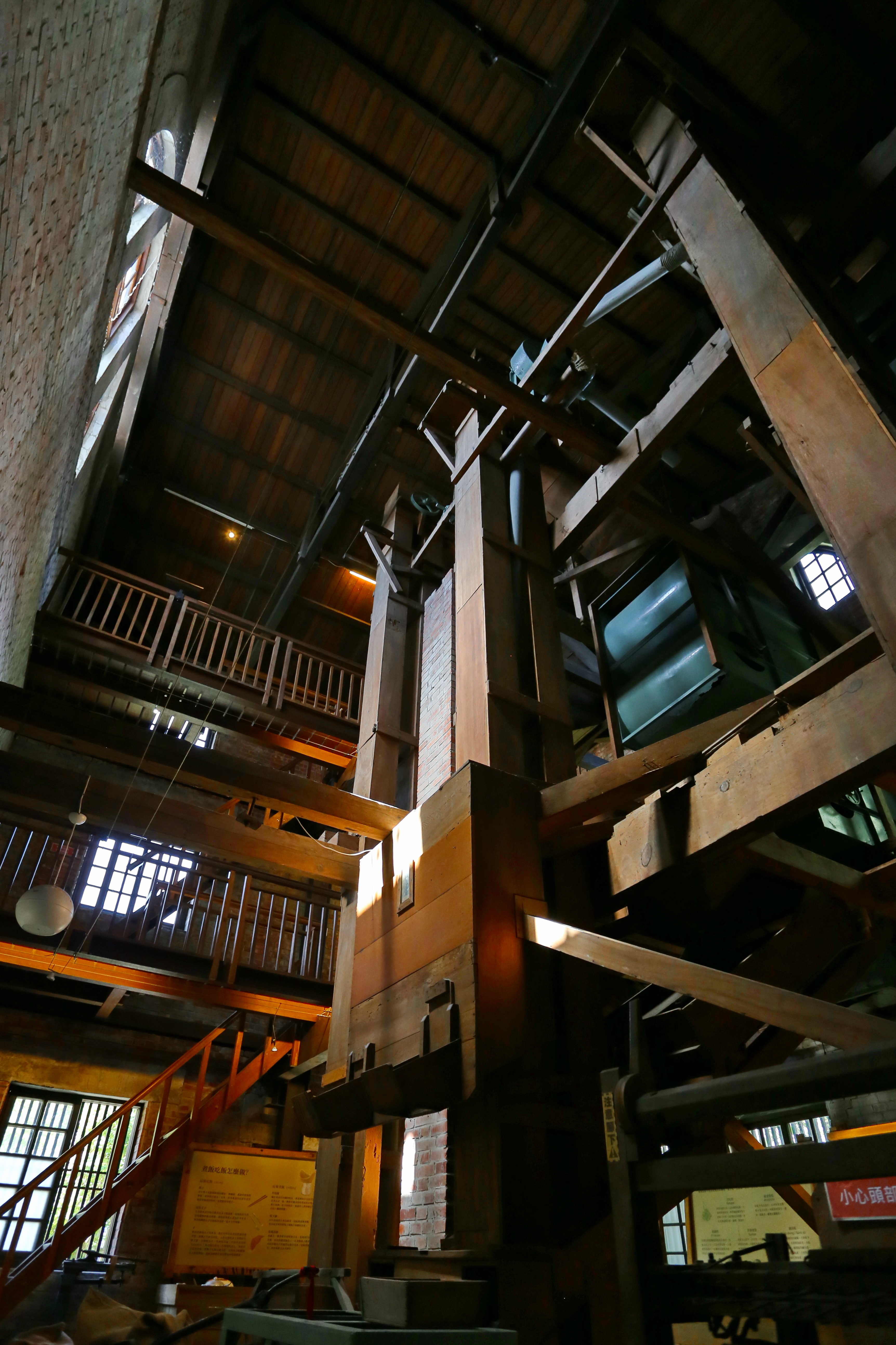
木造碾米機

碾米工廠屋頂原為紅瓦，結構為樓高三層的木構架，牆壁有開口來讓粗糠流出。在內部上，其木造碾米機還是宜蘭保留最大的，並在地上挖有溝槽以作輸送。據曾任三興村村長的沈福助回憶，他早年經營碾米事業，每日可來此搬運一、兩百包稻穀。二次大戰期間，蘭陽溪南岸的稻穀經過此碾米工廠精製後，會轉運到台北各地或經基隆港輸往日本或南洋。

## 保存
1993年，五結鄉農會在孝威村另建大型的糧肥倉庫，原有的二結農會穀倉便停用。次年，有古蹟資格的頭圍穀倉在縣府爭取保留下，依然被頭城鄉農會拆除，引起文資界惋惜。 為避免二結農會穀倉在申請古蹟前被破壞，林奠鴻等居民低調收集資料給宜蘭縣文化局，並依程序完成審查後，當天才通知五結鄉農會到場陳述意見。1998年7月3日，縣政府召開古蹟評鑑審議會議上，五結鄉農會總幹事李林欽表示農會對這此穀倉有很深的感情、對列為古蹟任觀其成，最終評鑑委員一致同意列為古蹟。縣文化局花費新台幣六百八十九萬元，以購買此倉庫作古蹟保留。
2001年12月27日，二結農會穀倉以「二結庄生活文化館」之名開幕作活化，五結鄉農會理事長吳木燦、總幹事李林欽、二結辦事處主任林炳焜、三興村長沈福助、三興社區理事長賴太和等出席。2011年10月23日，大二結文教促進會理事長林奠鴻帶領會員以「二結穀倉稻農文化館」之名揭牌啟用。日後，穀倉之西側廊、東側走廊分別作為商店、展示空間。地方居民也會向耆老請教相關歷史，以在此服務。